# أوندينو فييرا
أوندينو فييرا (بالإسبانية: Ondino Viera) مواليد 10 سبتمبر 1901 في إدارة سيرو لارغو، الأوروغواي - الوفاة 27 يونيو 1997 في مونتفيدو، كان مدرب كرة قدم أوروغوياني، درب منتخب الأوروغواي في بطولة كأس العالم 1966.

## روابط خارجية
- أوندينو فييرا على موقع الاتحاد الدولي (مؤرشف)  (الإنجليزية)
- أوندينو فييرا على موقع قاعدة بيانات كرة القدم.إي يو (الإنجليزية)
- أوندينو فييرا على موقع بيانات كرة القدم. دي إي (الألمانية)
- أوندينو فييرا على موقع عالم كرة القدم.نت (الإنجليزية)